# جاك جونز (لاعب كرة قدم بريطاني)
جاك جونز (بالإنجليزية: Jack Jones)‏ (8 فبراير 1891 في المملكة المتحدة - 20 يوليو 1948 في المملكة المتحدة) هو لاعب كرة قدم بريطاني (وحمل سابقاً جنسية المملكة المتحدة لبريطانيا العظمى وأيرلندا) في مركز الظهير. لعب مع برمنغهام سيتي ونادي سندرلاند ونادي كرو ألكساندرا ونادي سكاربورو وRAF ‏ ونادي نيلسون.